# 타인응우옌
타인응우옌(베트남어: Thánh Nguyên / 聖元 성원 / 1400년 2월 ~ 1401년 1월)은 베트남 호 왕조(胡朝) 초대 황제 호꾸이리(胡季犛)의 연호이다. 《명사》(明史)의 안남전(安南傳)에서는 응우옌타인(베트남어: Nguyên Thánh / 元聖 원성)으로 기록되어 있다.

## 개원
- 끼엔떤(建新) 3년 2월 28일[1](1400년 3월 23일)에 호 왕조를 개창한 후, 연호를 타인응우옌(聖元)으로 개원함.[2][3]

- 타인응우옌(聖元) 2년(1401년) 1월에 연호를 티에우타인(紹成)으로 개원함.[4][5]

## 연대 대조표
| 타인응우옌 | 서기(西紀) | 간지(干支) | 명나라 연호    |
| 원년       | 1400년     | 경진(庚辰) | 건문(建文) 2년 |
| (2년)      | 1401년     | 신사(辛巳) | 건문 3년       |

## 동시대 연호

### 중국
명(明)
- 건문(建文) (1399년 ~ 1402년)

### 일본
- 오에이(應永) (1394년 ~ 1428년)

## 같이 보기
- 베트남의 연호